# Schoonebeek
Schoonebeek je selo u nizozemskoj pokrajini Drenthe. Nalazi se u općini Emmen, oko 12 km južno od tog grada. Schoonebeek je bio zasebna općina od 1884. do 1997. godine, kada je spojena s općinom Emmen. Područje je poznato po najvećem kopnenom naftnom polju u Europi, poznatom kao naftno polje Schoonebeek.

## Povijest
Schoonebeek je selo koje se razvilo na pješčanom grebenu u močvarnom području. Prvi put se spominje 1341. godine kao "van Sconebeke", što znači "potok s čistom vodom". Crkva Svetog Nikole izgrađena je 1419. godine, ali je srušena 1951. godine. Gospodarstvo sela uglavnom je ovisilo o iskorištavanju treseta. Godine 1809. postalo je dio općine Dalen. U 1840. godini, selo je imalo 629 stanovnika.
Schoonebeek je postao samostalna općina 1884. godine. U blizini sela otkrivena je nafta 1943. godine. Godine 1998. postao je dio općine Emmen.